# Solicitor
Il Solicitor è una figura professionale di alto livello nel sistema giuridico di Inghilterra e Galles, riconosciuta per la sua competenza e autorevolezza nel fornire consulenza legale, redigere documenti giuridici, negoziare accordi e rappresentare il cliente in giudizio. I Solicitors operano in settori chiave del diritto, tra cui commerciale, contrattuale, amministrativo, penale, del lavoro, di famiglia e immobiliare, assistendo privati, imprese e istituzioni. La professione è altamente rispettata e comporta l’appartenenza alla prestigiosa Law Society of England and Wales, I Solicitors ricoprono spesso ruoli di prestigio in studi legali, aziende internazionali e nel settore pubblico 

## Caratteristiche
Il Solicitor è un avvocato qualificato nel sistema giuridico inglese e gallese, con competenze in diversi ambiti del diritto. I Solicitors forniscono consulenza legale, redigono contratti e documenti legali, rappresentano i clienti in giudizio e hanno anche il diritto di audience in talune Corti e svolgono altresì talune funzioni che in Italia sono proprie dei Notai.
I Solicitors svolgono un ruolo esteso nella gestione delle pratiche legali, fornendo assistenza ai clienti sia in procedimenti giudiziari, rappresentandoli davanti alle Corti, sia in ambito stragiudiziale, attraverso consulenza legale e negoziazione di accordi 
I Solicitors operano in molteplici aree del diritto, quali: Contract, Tort, Business and Corporate, Trust, Criminal, Family, Employment, Conveyance, Wil, Judicial Review ed altre ancora 
Essendo parte integrante del sistema legale britannico, i Solicitor godono di una reputazione di professionalità, competenza, affidabilità ed integrità.

## Formazione
In Inghilterra e Galles, i requisiti necessari sono:
1. Il superamento di un esame (il ‘Solicitors Qualifying Examination’).
2. due anni di qualifying work experience nel settore legale (tradizionalmente un periodo di pratica, il ‘training contract’, presso uno studio legale in Inghilterra o Galles).

## Law Society
La Law Society of England and Wales è l’ente rappresentativo ufficiale dei Solicitors in Inghilterra e Galles. Fondata nel 1825, si occupa di tutelare gli interessi della professione legale, fornire supporto e formazione ai Solicitors, promuovere standard etici e professionali e rappresentare la categoria presso il governo e le istituzioni.